# Libaton
Libaton (Libotin), település Romániában, a Partiumban, Máramaros megyében.

## Fekvése
Magyarlápostól északkeletre, Oláhlápos, Nemesbudafalva, Kupsafalva és Rogoz közt fekvő település.

## Története
Libaton nevét 1488-ban említette először oklevél Lybathon néven, mint a Losonczi család birtokát. 1584-ben Libotin, 1594-ben Lybatyon, 1637-ben Libaton, 1733-ban Libotyan, 1805-ben Libáton, 1808-ban Libáton, Libatin, 1913-ban Libaton néven írták.
Libaton kezdettől fogva a Losonczi Bánffyak birtokában volt. 1488-ban Györgyfalvi László fiai: Salatiel és Miklós e birtokot, melyet még atyjuknak Losonczi Albert zálogosított el, Harinnai Farkas Tamásnak adják zálogba. 1502-ben Farkas Tamás fia János örökös nélküli halála esetére e birtokba sógorát Bikli Jánost teszi örökösévé, Lybathon Bikali Bikli János hunyadi ispán birtoka volt még 1505-ben is. 1631-ben Mikó Ferencet iktatták be Libaton birtokába, 1642-ben pedig Mikó Ferenc halála után a kincstári birtok lett. 1659–1670 között Barcsay Ákos e birtokot Bánffy Dénesnek adta zálogba. 1694-ben birtokosa a Kornis család. 1695-ben Kornis Zsigmond és István e birtokukat Bánffy Györgynek és nejének Bethlen Klárának átengedik.
1769-ben a birtokot a kincstár váltotta magához és a nagybányai bányaigazgatóságnak adta át, majd a birtokot 1777-ben Mária Terézia a nagybányai bányaigazgatóságnak 99 évre, 1876-ig zálogba adta. 1786-ban kincstári birtok, 1820-ban pedig birtokosa a nagybányai pénzverő hivatal volt.
1910-ben 1126 lakosa volt, melyből 1097 román, 13 magyar, 11 német volt. Ebből 1028 görögkeleti ortodox, 74 görögkatolikus, 17 izraelita volt. A trianoni békeszerződés előtt Szolnok-Doboka vármegye Magyarláposi járásához tartozott.

## Nevezetességek
- Görög keleti temploma - fából épült, Szent Paraszkiva tiszteletére szentelték fel, két harangját felirata szerint 1867-ben Kolozsváron öntötték.
- Görögkatolikus, utóbb ortodox fatemploma 1811-ben épült, szent Archangyalok tiszteletére szentelték fel. Anyakönyvet 1828-tól vezetnek.